# Territorialstridighed
Territoriale stridigheder er stridigheder mellem stater om landområder eller havområder.
Ofte står stridighederne om små øer, som er bestemmende for grænsedragningen til vands og dermed rettighederne til ressourcerne i undergrunden, specielt olie.

## Nuværende stridigheder
- Falklandsøerne/Las Malvinas mellem Storbritannien og Argentina.
- Kashmir mellem Pakistan og Indien.
- Kosovo mellem Serbien og Kosovo.
- Rockall mellem Danmark, Storbritannien og Island.
- Vestbredden mellem Israel og Jordan.
- Krim mellem Ukraine og Rusland

## Tidligere stridigheder
- 200 sømilegrænsen ved Jan Mayen mellem Danmark og Norge – afgjort ved Den internationale Domstol i Haag den 14. juni 1993.
- Hesselø mellem Danmark og Sverige.
- Hans Ø mellem Danmark og Canada bilagt den 13. juni 2022 ved en fredelig aftale landene imellem.